# 中華民國陸軍航空特戰指揮部高空特種勤務中隊
陸軍特種勤務隊，簡稱高空特勤中隊、陸軍特勤隊，原稱特種勤務隊；被民間或友軍俗稱涼山特勤隊、涼山山鬼，成立於1980年，為中華民國陸軍特種部隊，隸屬陸軍航空特戰指揮部，1999年併編陸軍空特中心高空突擊排後，目前是中華民國國軍唯一具備陸海空三棲作戰能力的單位，也是國軍最為神秘的一隻特種部隊。

## 歷史

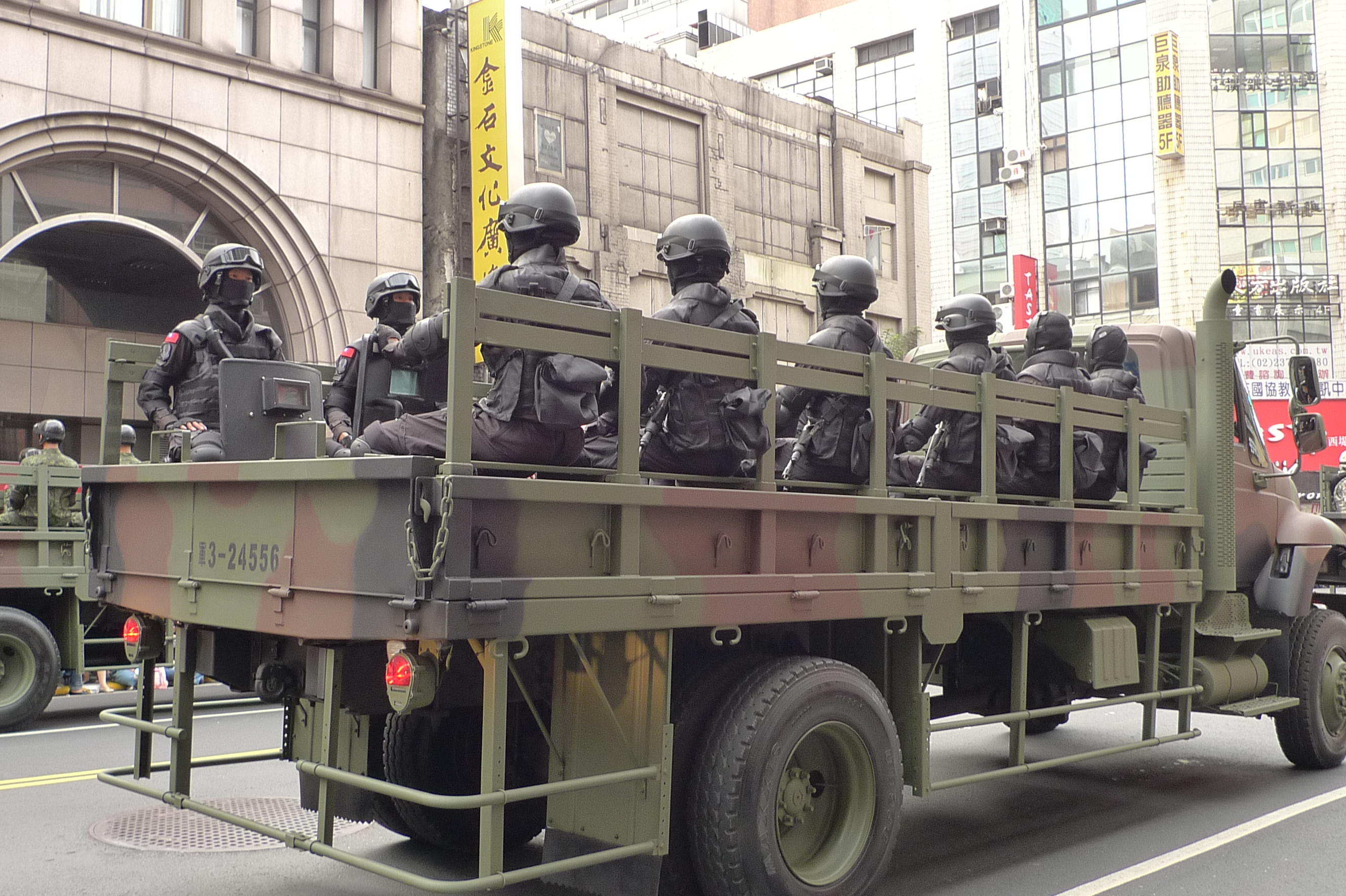
中華民國一百年國慶中接受校閱的高空特種勤務中隊。

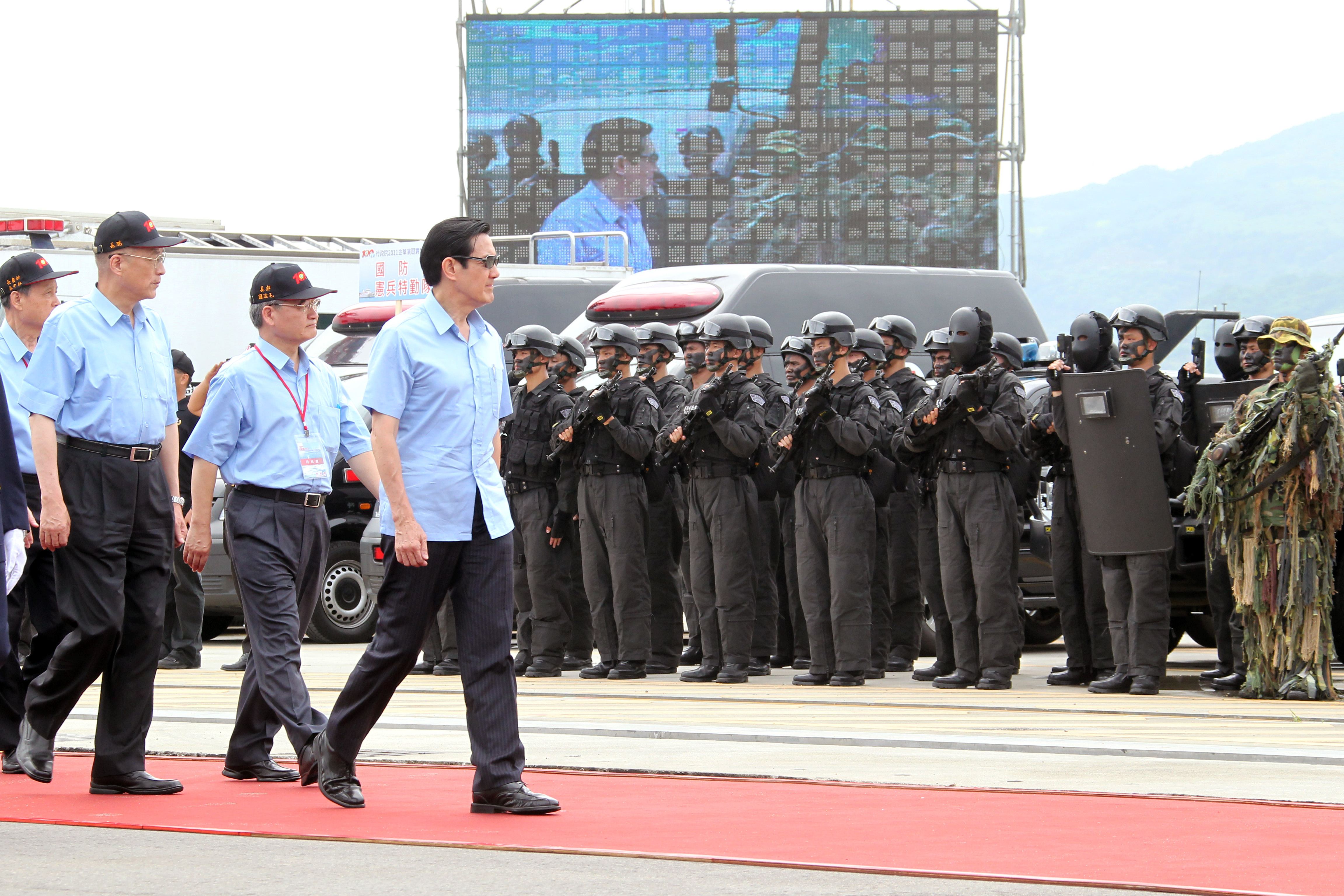
時任中華民國總統馬英九於台北港「2011金華演習」實兵演練中視察高空特種勤務中隊。

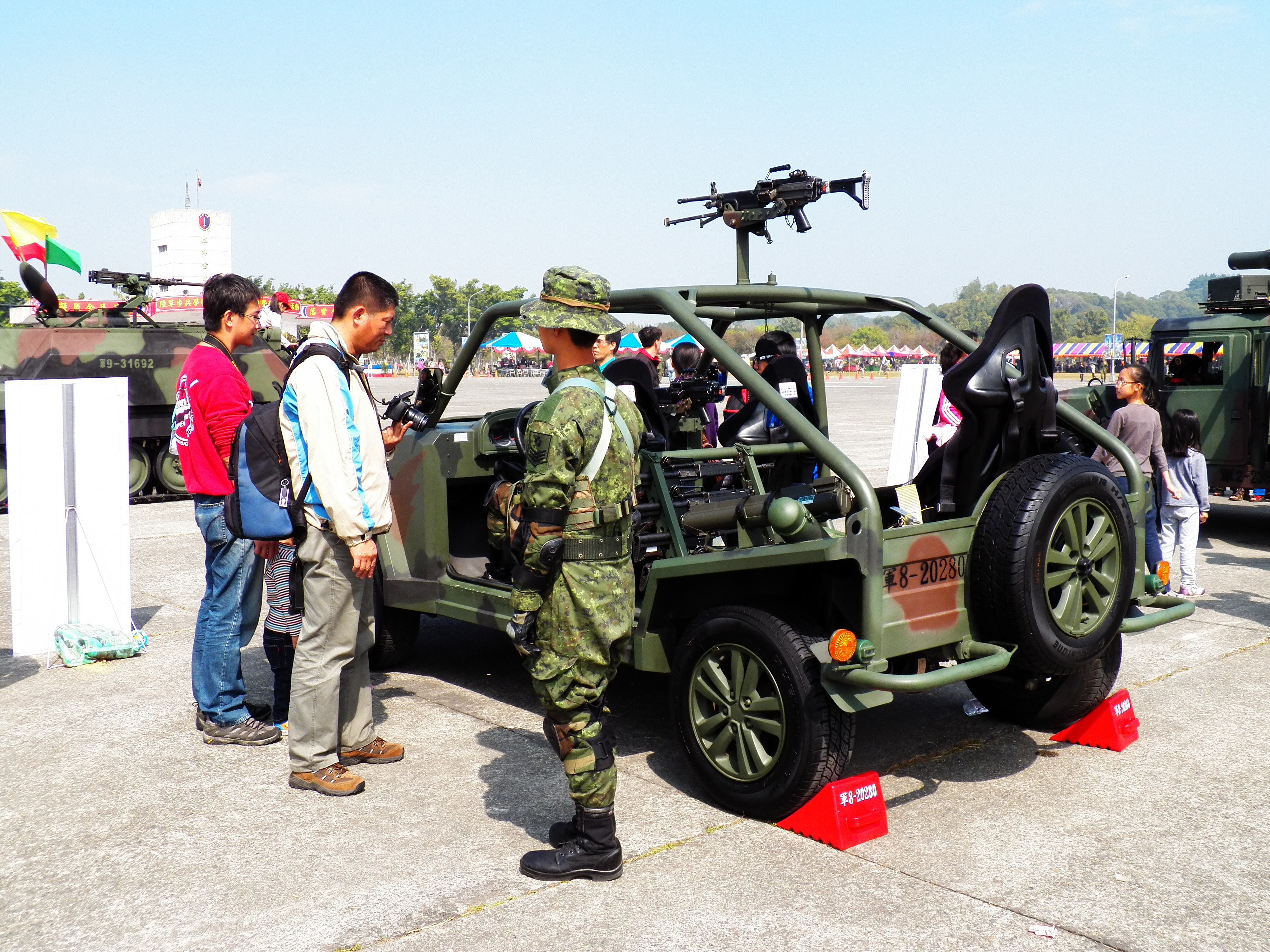
2012年2月11日營區開放時，高空特種勤務中隊官兵與民眾進行互動。

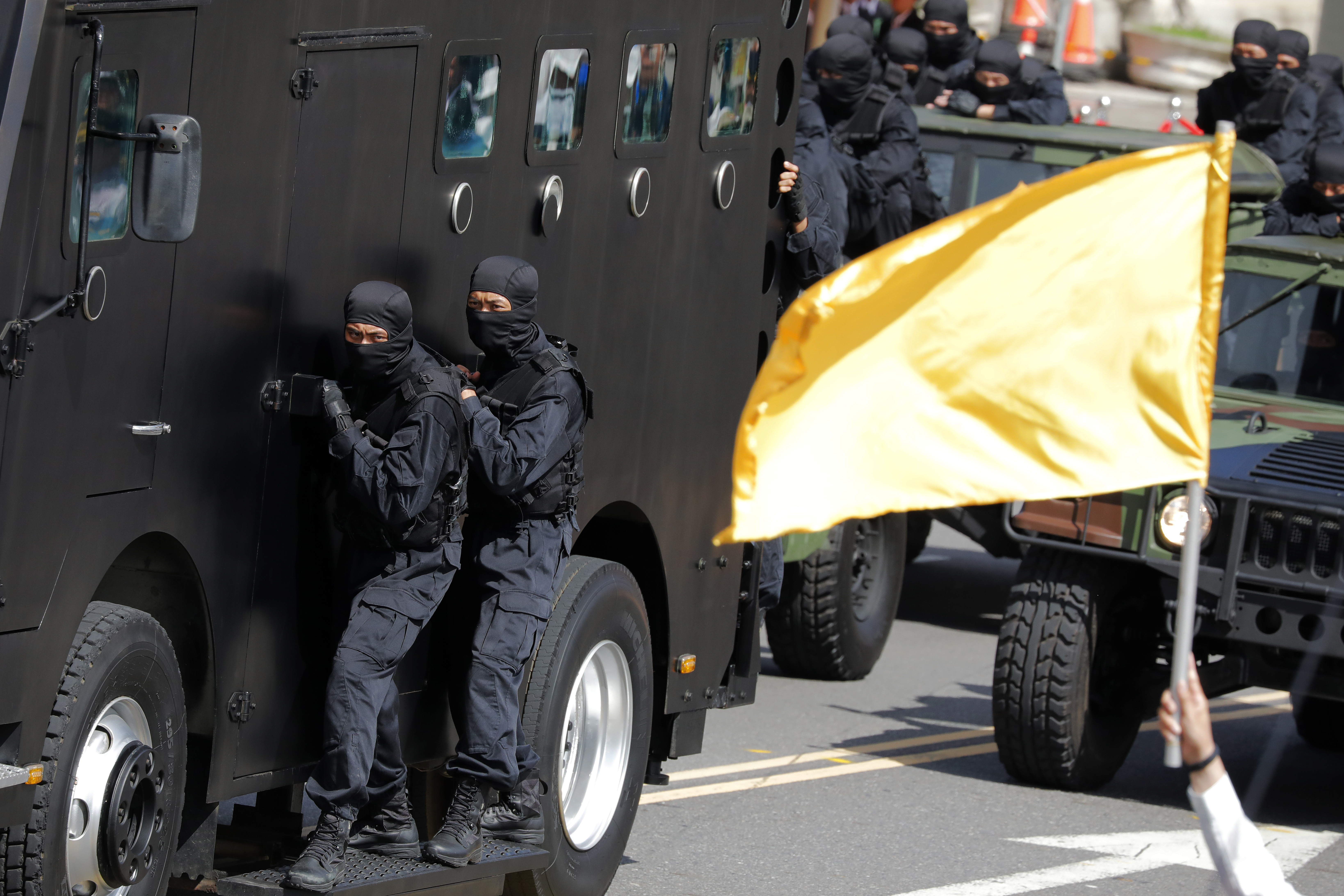
2017年中華民國國慶中接受校閱的高空特種勤務中隊。

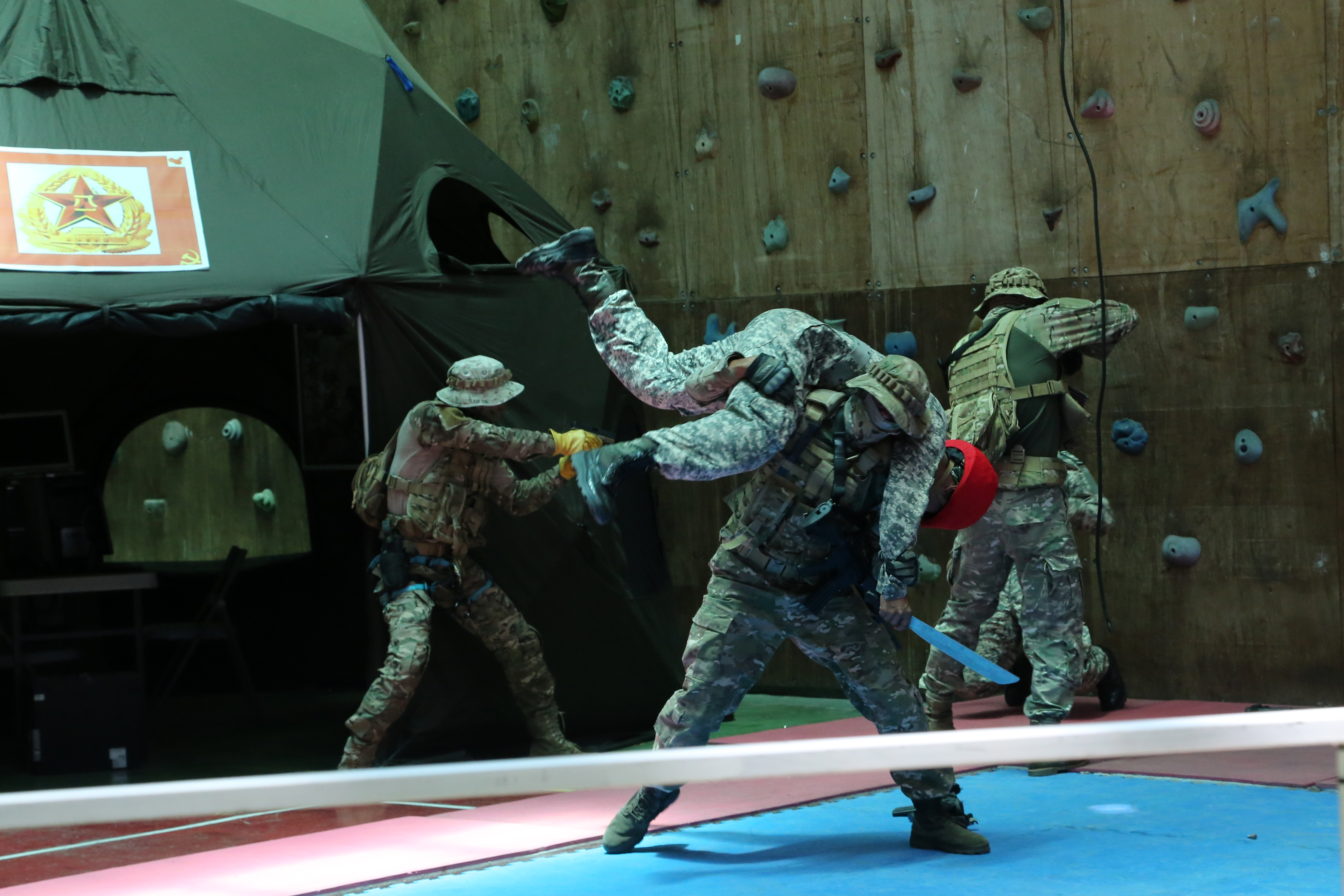
高空特種勤務中隊演示破壞敵軍指揮部。

1980年，中華民國陸軍合併空降特戰司令部偵搜中隊與特勤連潛龍排，組成特種勤務隊，對外以自強中隊為代號，以執行反突擊、反劫機、反劫持、反破壞等警備治安任務為主，駐地位於屏東縣內埔鄉隘寮村，不過因為駐地鄰近屏東縣瑪家鄉涼山村因此常被稱為「涼山特勤隊」。首任隊長為前陸軍副總司令黃海彬中將（陸軍官校42期、62年班）。
1987年，臺東縣岩灣、綠島監獄，先後爆發了中華民國政府退守臺灣以來最大的囚犯集體暴動。陸軍特種勤務隊首度與憲兵特勤隊、陸戰特勤隊聯手鎮壓暴動，這個部隊的存在因此被公開。
1997年，因精實案，特種勤務隊納編原屬空降特戰訓練中心高空排，改編為「高空特種勤務中隊」，強化三棲滲透能力與特攻作戰訓練。
2008年，在時任隊長方裕原中校帶領下，榮獲當年度國軍模範榮譽團體。
2013年，在時任隊長陳志傑中校帶領下，榮獲當年度國軍模範榮譽團體，並在國軍特勤及偵搜部隊戰力鑑測評比榮獲第一名。
2021年，在國軍特勤組關鍵戰力競賽中榮獲第一名。

## 事蹟
- 1987年11月29日，於臺東縣岩灣監獄發生暴動事件，為盡速弭平此一重大獄政事件，國防部首次派出陸軍、憲兵、陸戰隊特勤隊聯手進行鎮暴行動，代號1126專案。此次行動由陸軍特勤隊擔當打前鋒。
- 2003年6月11日，0827AT3 教練機下午從高雄空軍官校起飛，在1448分在雷達螢幕上消失，初步研判地點在台東向陽山區，隨即由留守戰備區隊，上尉區隊長張弘熙帶隊前往搜救，於6月22日上午0840抵達失事現場，23日在協同空軍釐清失事原因，並將兩位飛官忠骸運送下山。

- 2007年12月16日，散打搏擊拳王爭霸賽，羽量級冠、亞軍由自強搏擊隊中士陳政男與上士吳佰萬取得，輕量級冠、亞軍由自強博擊隊上士江漢、余紹安取得。

- 2006年9月16日，陸軍航特部高空特勤中隊作訓官陳鴻成上尉與許庭維中士，奉密令派至中美洲貝里斯接受為期8週的叢林戰教官班(JWIC , Jungle Warfare Instructor Course)；因首次與貝國實施叢林戰訓練，期間表現不僅令貝國軍士官感到驚豔外，連同薩爾瓦多及牙買加參訓學員對中華民國特種部隊讚嘆不已，故開啟臺、貝軍事訓練交流。

- 2008年8月7日，陸軍航特部高空特勤中隊區隊長趙人達上尉與特戰第四營劉尚文士官長，奉派再次前往貝里斯接受為期7週的JWIC訓練；10月初，以卓越成績，分別獲得體能戰技第2名及第4名，光榮返國。

- 2008年12月26日，臺灣散打搏擊拳王爭霸賽，陸軍自強搏擊隊獨攬羽量、輕量、中量級冠軍、重量級亞軍。

- 2009年8月的莫拉克颱風侵臺，侵襲南臺灣並重創高雄、屏東一帶造成八八水災。出身屏東霧台鄉佳暮部落的賴孟傳、柯信雄、徐仁輝、徐仁明四人自願回到部落，透過開闢空降場及直升機運送，將部落中的135位村民帶到平地後，又投入其它災區的救援活動。媒體與民間普遍給予他們「佳暮四英雄」稱號；之後更與國際巨星李連杰一同出席2009年夏季聽障奧林匹克運動會開幕式，在舞台上高呼「天佑臺灣」。另有高空特勤中隊少校隊長蔡宗祐（陸軍官校正66期、86年班）、副分隊長上士高文海與其它十三位弟兄搭乘CH-47SD直升機至高雄縣桃源鄉勤和村（今高雄市桃源區勤和里）實施協助撤離。

- 2009年8月14日，高空特勤中隊四位隊員王彥凱、李文彬、季文賓、邱文俊，從臺灣高雄梅山到南橫天池，徒步8小時20公里山路，開闢空降場，救出五名受困民眾。

- 2009年8月27日，服役於陸軍航特部高空特勤中隊的上士高文海與中士吳志傑帶學員轉診，行經屏東縣潮州鎮中山路，停在路邊等候看診學員，看見一人搶奪價值新臺幣六萬元手錶一只後自寶島鐘錶衝出逃逸。隨後有人跟著衝出來喊「搶劫」，他帶著車上的另一學員隨即追上去。由於他熟悉地形，不多久就追上歹徒將其制伏，送交警方。

- 2015年2月11日，高雄市大寮區的高雄監獄發生受刑人挾持人質事件，國防部下令憲兵特勤隊及高空特種勤務中隊的狙擊手在營區待命，等候前往支援監獄現場的命令[2]。

## 人物

### 退伍名人
- 黃海彬（陸軍官校正42期、62年班，曾任中華民國陸軍副總司令、特勤隊首任隊長）
- 王國強（陸軍官校正47期、67年班，曾任陸軍航空特戰指揮部中將指揮官、特勤隊長）
- 黃承華（陸軍官校正49期、69年班，曾任空特旅連、營輔導長、營長、陸軍特勤隊中校隊長、空降特戰第八六二旅上校副旅長、陸軍空降特戰訓練中心指揮官、特戰第八六二旅少將旅長、陸軍步兵學校校長，社團法人中華民國退伍傘兵協會現任理事長）
- 藍爰虎（曾任特勤隊副隊長、涼山士官隊營長、空降特戰獨立62旅步6營營長、南投團管區上校司令，並曾參與報告班長2電影拍攝、客串演出，社團法人中華民國退伍傘兵協會現任常務理事）
- 郭力升（陸軍官校正56期，美國突擊兵學校結訓，曾任特勤隊少校隊長、特戰862旅2營營長、特戰指揮部少將指揮官、步訓部指揮官、國防大學陸軍指參學院院長、航特部副指揮官）
- 唐道民（國立臺中高級農業職業學校主任教官、曾任高空特勤中隊輔導長）
- 徐仁輝（士官長退伍，八八水災「佳暮四英雄」之一，現任屏東縣霧台鄉佳暮村村長）
- 江登木（士官長退伍， 現任屏東縣來義鄉望嘉村村長 vungalid）
- 顏志琳（藝人，動力火車成員之一）
- 吳秋賢（士官退伍，巡山員，負重20公斤1千公尺長跑，以4分04秒完成）[3]
- 賴孟傳（曾於陸軍航特部高空特種勤務中隊勤務排服役，退伍後加入屏東縣消防局特搜隊，八八水災「佳暮四英雄」之一，2024年花蓮地震以揹負方式協助受困民眾脫困）[4]
- 張敏傑（曾於陸軍航特部高空特種勤務中隊服役，後轉調至陸軍第八六二旅，曾赴美國西雅圖與猶他州進行協訓，民國110年7月1日退伍，歷史科補教名師、網路自媒體、節目主持人呂捷的學長）[5]

## 軼聞及其他
因為該單位的高度機密與體能要求，所以一般陸軍單位有所謂「涼山上住著一群鬼，他們是涼山特勤隊」的說法，來形容高空特勤中隊的神秘面紗與嚴苛訓練。

### 訓練課程
第一階段以體能訓練為主，第二階段則是戰技訓練，接著到臺灣屏東傘訓中心受高空跳傘訓練。而在通過考核後，才能進入下一階段的專長訓，包括到高雄左營和屏東恆春進行水域滲透訓練、臺中谷關特訓中心受山地叢林特攻作戰訓練、特戰狙擊手訓練，以及前往武嶺接受雪訓和3,000公尺高山的高寒帶訓練，整體三棲特戰訓期長達3年，最後在結訓時並要能與「中華民國陸軍101兩棲偵察營」、「中華民國海軍陸戰隊特勤隊」、「海軍陸戰隊兩棲偵搜大隊」、「憲兵特勤隊」等特種部隊單位聯合編成天威部隊，一同進行各種模擬滲透國軍各軍事基地的「天威測考」，滲透成功之後，才能成為合格的「涼山特勤隊」隊員。
在完訓後也沒有鬆懈空間，需在屏東涼山基地進行小組攻堅戰鬥、模擬敵後滲透作戰，每年還進行為期17天的野外求生訓練，要能在缺乏補給下，背負超過20公斤裝備，進行300公里的山隘行軍。

### 引用
1. ↑  陳培煌. . 台北: 中央社 CNA. 2012-11-04  [2019-08-03]. （原始内容存档于2019-08-02） –tw.news.yahoo.com.
2. ↑  . 自由時報. 2015-02-11. （原始内容存档于2015-02-16）.
3. ↑  .   [2025-02-03]. （原始内容存档于2024-04-13）.
4. ↑  . 自由時報. 2017-10-16  [2019-08-03]. （原始内容存档于2019-08-02）.
5. ↑  陳定瑜. . 中時新聞網. 2017-12-25  [2024-12-02]. （原始内容存档于2021-08-03） （中文（臺灣））.

### 來源
- 戴志揚. . 中國時報. 2008-04-24 （中文（臺灣））.
- 陳東龍、張緯中. . NOWnews今日新聞. 2006-03-29  [2024-06-15]. （原始内容存档于2006-03-29） （中文（臺灣））.
- 朱淑君、張政捷. . 華視. 2024-07-12  [2024-12-02] （中文（臺灣））.
- 游凱翔. . 中央社. 2022-02-04  [2024-12-02]. （原始内容存档于2024-12-03） （中文（臺灣））.
- 程彥豪、姜毅宏. . 三立新聞網. 2017-07-06  [2024-12-02]. （原始内容存档于2024-12-15） （中文（臺灣））.
- 吳明. . 新新聞. 2017-10-16  [2024-12-02] （中文（臺灣））.
- . 聯合新聞網. 2020-08-08  [2024-12-02]. （原始内容存档于2024-12-15） （中文（臺灣））.